# Smocza Przełączka
Smocza Przełączka (słow. Dračia bránka, niem. Drachentörl, węg. Sárkány-kapu, 2280 m n.p.m.) – przełączka w południowo-zachodniej grani Ciężkiego Szczytu, stanowiąca wąskie, głębokie wcięcie, oddzielające wierzchołek Ciężkiego Szczytu od Smoczej Grani. Mimo że najniżej położona i najszersza jest Przełączka pod Kopą Popradzką po drugiej stronie Smoczej Grani, to Smocza Przełączka jest najdogodniejszym połączeniem Kotlinki pod Wagą z Dolinką Smoczą. Na północnym wschodzie w grani Ciężkiego Szczytu wznosi się turnia Kogutek (Kohútik).
Na przełęcz nie prowadzi żaden szlak turystyczny. Droga dla taterników prowadzi od schroniska w poprzek kotliny po piargach do krótkiego, wąskiego żlebu spadającego ze Smoczej Przełączki, żlebem w górę na przełączkę.
Pierwsze wejścia:
- latem – Günter Oskar Dyhrenfurth i Hermann Rumpelt, 16 września 1906 r.,
- zimą – Alfred Martin oraz przewodnicy: Johann Breuer i Johann Franz (senior), 31 marca 1907 r.[2]

Nazwa przełęczy pochodzi od Smoczego Stawu.